# Devil Survivor 2
Devil Survivor 2 (デビルサバイバーツー ジ・アニメーション Debiru Sabaibā Tsū Ji Animēshon?) en español: Superviviente del diablo, es una serie de anime japonesa de 2013 basada en el videojuego de Nintendo DS, Shin Megami Tensei: Devil Survivor 2 por Atlus. La serie fue dirigida por Seiji Kishi, con composición de serie de Makoto Uezu, basada en la historia original de Atlus y animada por Bridge. La serie está protagonizada por los actores de voz Hiroshi Kamiya como Hibiki Kuze junto con Nobuhiko Okamoto, Aya Uchida, Junichi Suwabe y Takahiro Sakurai. Cuando una misteriosa calamidad sumerge al mundo en un estado de caos, Hibiki Kuze y sus amigos Daichi Shijima y Io Nitta de repente son arrojados de su vida normal a una batalla de supervivencia contra criaturas llamadas Septentrions que buscan arruinar el mundo. Con la capacidad de convocar demonios desde una aplicación de teléfono celular, Hibiki y sus amigos se asocian con una organización conocida como JP para ayudar a proteger a Japón y, sobre todo, sobrevivir.
La serie de trece episodios se estrenó en Japón en MBS el 4 de abril de 2013 y posteriormente fue autorizada por Sentai Filmworks en Norteamérica, Hanabee Entertainment en Australia y Nueva Zelanda y por MVM Entertainment en el Reino Unido para lanzamientos de videos caseros en inglés. Una adaptación de manga se serializó en Monthly GFantasy entre diciembre de 2012 y octubre de 2014. Kodansha Box también publicó una precuela de novela ligera. Además, se lanzaron dos libros complementarios y tres CD de drama junto con una gran cantidad de otros productos. Los críticos elogiaron la serie por sus oscuros estilos y fondos de animación. Sin embargo, la mayoría de los revisores tenían sentimientos encontrados hacia el elenco de personajes, ya que sentían que si bien los personajes no eran lo suficientemente atractivos o desarrollados, sus muertes fueron impactantes para el espectador.

## Trama
Un domingo por la tarde, Hibiki Kuze y Daichi Shijima reciben videos macabros del sitio web Nicaea que predicen sus muertes unos segundos antes de verse involucrados en un horrible accidente de tren. Sin embargo, se salvan cuando una aplicación de invocación de demonios se instala en sus teléfonos y permite que el dúo y compañero de escuela Io Nitta escapen de los monstruos carnívoros que se dan un festín con los muertos en la estación de metro destrozada. El trío se sorprende al descubrir una catástrofe masiva en la superficie y refugiarse en Roppongi con otros ciudadanos en pánico. De repente, cuando una criatura conocida como Dubhe (ドゥベ Duube) aparece y ataca a la multitud, Hibiki detiene la carnicería invocando a un demonio desde la aplicación y destruyendo a la criatura. Esto lleva a la Agencia de Meteorología de Japón, al Departamento de Investigación de Geomagnetismo a detener a Hibiki y sus amigos y son llevados ante su cabeza Yamato Hotsuin, quien solicita su ayuda para derrotar a los Septentriones restantes para evitar el final del mundo en una semana.
Luego, Yamato los envía en una misión para recuperar al científico de JP Fumi Kanno con sus compañeros invocadores de demonios Hinako Kujou y Keita Wakui, lo que termina siendo un éxito a costa de la vida de Keita. Después de una batalla devastadora con Merak (メラク Meraku), Hibiki se une al líder de la Resistencia, Ronaldo Kuriki, y descubre las verdaderas intenciones de Yamato en lugar de las suyas. A medida que avanzan los eventos, Airi Ban y Jungo Torii intentan recuperar la base de JP de la Resistencia, pero se produce el caos cuando Phecda (フェクダ Fekuda) aparece y apunta a un Hibiki indefenso. Sin embargo, Yamato llega y mata al Septentrione, salvando la vida de Hibiki. Después de eso, Yamato y Ronaldo entablan un acalorado debate sobre sus ideales y la situación solo se intensifica cuando Alcor aparece y se proclama a sí mismo como el creador de Nicea y la Aplicación de Invocación de Demonios, que esperaba ayudaría a la humanidad en su momento más oscuro .
Una alianza improbable entre los JP, la Resistencia y los invocadores de demonios no afiliados resulta en la destrucción de Megrez (メラク Megurezu) al día siguiente. Mientras un sombrío Hibiki lucha por hacer frente al alto costo de la victoria, Alcor revela la verdadera naturaleza de los acontecimientos hasta el momento. Explica que todo es la voluntad de una entidad conocida como Polaris (ポラリス Porarisu), ya que busca borrar la realidad "artificial" de la humanidad utilizando su fenómeno del Vacío y, por lo tanto, restaurar el orden "natural". Por lo tanto, envió a los Septentriones a destruir las barreras espirituales que protegen a Japón del Vacío. Cuando Hinako y Airi derrotan  a Alioth (アリオト Arioto) Al día siguiente, su enorme caparazón cae en picada de la órbita y aplasta la ciudad, matando a miles de personas más y provocando la indignación de Hibiki sobre las distancias que Yamato alcanzará para lograr su objetivo. Sin inmutarse, Yamato usa Io para convocar a un demonio llamado Lugh y derrota al próximo Septentrion: Mizar (アリオト Arioto) . Sin embargo, cuando el demonio posee a Io e intenta matar a Yamato por su encarcelamiento, Hibiki empuña la Corriente del Dragón y salva a Io.
A medida que la semana llega a su fin, Benetnasch (ベネトナシュ Benetonashu) aparece el sábado y destruye por completo las barreras. Al enfrentarse a la criatura, Yamato permite que los otros invocadores mueran al ignorarlos en la batalla y finalmente la derrota con la ayuda de Hibiki y Daichi. Como consecuencia, Alcor decide apoyar a Hibiki y Yamato termina matándolo. Finalmente, Yamato activa la Terminal de Transporte para buscar una audiencia con Polaris e Io y Daichi pierden la vida para darle a Hibiki la oportunidad de perseguir a Yamato y salvar el mundo. Enfrentándose en otra dimensión, Hibiki intenta desesperadamente comunicarse con Yamato y finalmente lo domina con la ayuda de sus camaradas caídos. Luego aparece Polaris e Hibiki le pide que restaure el mundo como estaba, después de lo cual se encuentra una semana en el pasado.

## Personajes

### Personajes principales
Hibiki Kuze (久世 響希 Kuze Hibiki?)
Expresado por:Hiroshi Kamiya (japonés); Patrick Poole (inglés)
Hibiki is the 18-year-old protagonist of the series. He is granted the ability to summon demons from Nicaea after experiencing a train accident on his way home from taking mock exams. With this newfound power he finds himself intertwined in a battle of survival against the Septentriones who seek to destroy the world. Kamiya did not express any opinions on Hibiki's character. However he was very clear to point out that despite the series being called Devil Survivor 2, it is not a sequel to a previous series but rather an independent story all its own.
Daichi Shijima (志島 大地 Shijima Daichi?)
Expresado por:Nobuhiko Okamoto (japonés); Greg Ayres (inglés)
Daichi is Hibiki's best friend and was with him during the train accident where he was also granted the power of summoning demons from Nicaea. Okamoto praised the visual effects of the nighttime battle scenes, describing them as being "very beautiful".
Io Nitta (新田 維緒 Nitta Io?)
Expresado por:Aya Uchida (japonés); Jessica Boone (inglés)
Io is a beautiful and intelligent senior at the same high school attended by Hibiki and Daichi. She was also granted the power of demon summoning by Nicaea after being involved in the train accident. Uchida remarked that players of the original Devil Survivor 2 video game would enjoy the various viewpoints presented in the series. She also felt that the audience would be able to empathize with the characters since they are portrayed in a way that begs the question, "What would you do in that situation?"
Yamato Hotsuin (峰津院 大和 Hotsuin Yamato?)
Expresado por:Junichi Suwabe (japonés); John Gremillion (inglés)
Yamato is the director of the Japan Meteorological Agency, Geomagnetism Research Department which was established by his own Hotsuin family. He is a level-headed thinker and able to maintain composure in most situations. Suwabe praised the cohesiveness of the music, video and dialogue of the series. He also noted that Yamato's most appealing trait is his strength.
Anguished One (憂う者 Ureumono?) / "Alcor" (?)
Expresado por:Takahiro Sakurai (japonés); Illich Guardiola (inglés)
A mysterious white-haired individual who appears to Hibiki and Yamato at various times during the week. He is the creator of the Nicaea website and the Demon Summoning App. Also known as "Alcor", he is the 8th Septentrione. Sakurai described Alcor's enigmatic appeal as laying in the aspect of being part of something larger than himself. He went on to praise the animation style, describing it as "powerful and immersive".

## Producción
Devil Survivor 2: The Animation fue producido por el estudio de animación Bridge de Japón utilizando un equipo conocido en adelante como Devil Survivor 2: The Animation Committee. La serie fue dirigida por el veterano director de anime Seiji Kishi, más conocido por dirigir la adaptación de anime del videojuego de 2008 de Persona 4 de Atlus. Durante la producción, Kishi comentó que la calamidad que describe la historia era una reminiscencia del terremoto y tsunami de Japón de 2011. También elogió las representaciones animadas de los diseños de personajes de Suzuhito Yasuda. Makoto Uezu fue seleccionado como guionista y compositor de series para el anime. En una entrevista, Uezu comentó que había sido un gran admirador de la serie Megami Tensei desde su infancia y que sus intereses en la tecnología oculta y electrónica ayudaron en la composición. Uezu comentó además que la historia siguió un "camino difícil" por el cual los héroes se vieron obligados a tomar decisiones difíciles en los puntos clave de la trama, mientras que los personajes exploraron simultáneamente temas delicados relacionados con la ética y la moral humana.
Los diseños de los personajes de la serie fueron dibujados por Etsushi Sajima y se basaron en los diseños originales de Suzuhito Yasuda, que recibió elogios del Director Kishi. Los diseños originales de las Septentriones fueron creados por Mohiro Kitoh, quien comentó que, dado que no estaba directamente involucrado en el proceso de producción, tuvo que esperar hasta que el producto terminado fuera lanzado antes de poder ver las versiones animadas de sus diseños. La otra mitad de las criaturas de la serie, es decir, los diversos demonios (demonios) utilizados fueron diseñados por Hiroyuki Kanbe, mientras que los diseños de utilería los realizó Hatsue Nakayama y Keiichi Funada realizó los diseños de color. Finalmente dejando a Kazuto Shimoyama para supervisar esta área de producción como director de arte. La partitura musical fue compuesta por Kōtarō Nakagawa. Inicialmente, Nakagawa se sorprendió de que le ofrecieran ser el compositor musical, pero asumió el papel como un desafío. Además de Nagakawa, Satoki Iida realizó Sound Direction junto con Iki Okuda, Sound Effects. Otros miembros del personal incluyeron al Subdirector Yoshimichi Hirai, el Diseñador de Animación Eriko Ito, el Director Compuesto Katsufumi Sato, el Director de CG Yuji Koshida y Ayumu Takahashi como el Editor y Productor de la serie Yasuo Suda.

### Música y audio
Devil Survivor 2: The Animation utiliza tres temas musicales: un tema de apertura, un tema de cierre y una canción de inserción. Las secuencias de temas no se usan de manera consistente a lo largo de la serie ya que los productores de episodios decidieron priorizar la narración de historias para su uso, lo que ayudó a mantener la trama dentro de trece episodios. El anime debutó con "Take Your Way" de Livetune feat. Fukase de Sekai no Owari como tema de apertura para los primeros ocho episodios y luego desde el undécimo. El tema no se reproduce sino que se acredita en los episodios noveno y décimo. El tema de cierre es "Be" de Song Ridersy se usa desde el primero hasta el noveno episodio y luego desde el undécimo. La canción de inserción titulada "Each and All" de Livetune feat. Rin Oikawa también se duplicó como tema de cierre del décimo episodio.
Song Riders lanzó "Be" el 22 de mayo de 2013. Esto fue seguido por el lanzamiento del sencillo "Take Your Way" de Livetune el 5 de junio de 2013. "Take Your Way" vendió 9,776 copias en es su primera semana, clasificando el número 12 en el Oricon Singles Chart. La canción se convirtió en el sencillo número 1 para la semana 23 de 2013. El video musical oficial "Take Your Way" presenta imágenes y dirección de Fantasia Utomaro. El primer álbum de la banda sonora se incluyó con el primer volumen de Blu-ray y DVD de la serie y se lanzó en Japón el 19 de junio de 2013. El segundo álbum fue lanzado de manera similar, con el tercer volumen de Blu-ray y DVD y lanzado el 21 de agosto de 2013.
Un programa de radio por Internet quincenal presentado por Shūta Morishima se transmitió entre el 4 de abril y el 11 de julio de 2013 en las estaciones de Radio Hibiki y Sound Springs. Tres CD de drama fueron lanzados adicionalmente y agrupados con los volúmenes segundo, cuarto y séptimo de Blu-ray y DVD el 17 de julio de 2013, 19 de septiembre de 2013 y 18 de diciembre de 2013 respectivamente. Los CDs colectivamente cuentan partes de una historia titulada, "Ganbare Hibiki-kun!".

## Lanzamiento
La serie de trece episodios se estrenó en el bloque de programación Animeism de MBS el 4 de abril de 2013 durante el intervalo de tiempo 26:05 (02:05 JST). Esto técnicamente resultó en los episodios emitidos en los días siguientes a los programados. El anime se transmitió más tarde en TBS, CBC y BS-TBS con transmisión en línea en el sitio web japonés Niconico. La serie fue adquirida por Crunchyroll para transmisión simultánea en línea con subtítulos en inglés en los territorios de EE. UU., Canadá, Reino Unido, Irlanda, Sudáfrica, Australia, Nueva Zelanda, Países Bajos y Escandinavia. Más tarde, Anime Network y Hulu recogieron la serie para transmitir en sus servicios en línea. La serie también fue lanzada digitalmente en la plataforma Películas & TV por Microsoft y PlayStation Store.
El 19 de junio de 2013, Pony Canyon comenzó a lanzar la serie en volúmenes de Blu-ray y DVD en Japón, con el primer volumen incluyendo el primer episodio y un CD extra con la primera banda sonora original de la serie. Los siguientes volúmenes contenían cada uno dos episodios con todos, excepto el quinto y el sexto volumen, que contenían discos adicionales que incluían una serie de Drama CD de tres volúmenes. El séptimo y último volumen de DVD y Blu-ray se lanzó el 18 de diciembre de 2013, mientras que todos los volúmenes de Edición Limitada se distribuyeron con un póster extra con personajes de la serie. Sentai Filmworks autorizó la distribución de la serie a través de medios digitales seleccionados y un lanzamiento de video casero en América del Norte. La compañía lanzó la serie en su totalidad en formato DVD el 1 de julio de 2014 con opciones de audio en inglés y japonés junto con subtítulos en inglés. Hanabee Entertainment más tarde autorizó la serie para un lanzamiento de medios domésticos en Australia y Nueva Zelanda. La compañía lanzó la serie completa en un volumen de DVD el 3 de septiembre de 2014. MVM Entertainment también obtuvo los derechos de distribución en el Reino Unido y la lanzó en un solo DVD el 20 de octubre de 2014. Pony Canyon lanzó la serie completa en una caja de Blu-ray en Japón el 30 de enero de 2015. Sentai Filmworks siguió su lanzamiento en DVD 2014 con un lanzamiento en formato Blu-ray en Norteamérica el 21 de abril de 2015. Hanabee luego hizo lo mismo con su propio lanzamiento en Blu-ray el 6 de mayo de 2015.

## Recepción
El primer episodio obtuvo una calificación de aprobación del público del 1,4% en el área de Kansai de Osaka y del 1,9% en el área de Kantō de Tokio durante su estreno el 4 y 5 de abril en esas regiones, respectivamente. El primer volumen de DVD japonés de la serie vendió 1.933 copias en su primera semana, ocupando el número 7 en la lista de DVD de Oricon. Su segundo volumen ocupó el puesto 12, vendiendo 844 copias en su primera semana, mientras que el tercero debutó en el número 23 con 721 copias. Su sexto volumen se ubicó en el número 13 y vendió 648 copias. El segundo volumen japonés de Blu-ray de la serie vendió 1.488 copias en su primera semana, ocupando el número 9 en el Oricon Blu-ray Chart, mientras que el sexto volumen debutó en el número 10 y vendió 1.200 copias.